# Ewald Vogtherr

Ewald Vogtherr (um 1912)

Ewald Vogtherr (* 2. November 1859 in Landeshut, Niederschlesien; † 13. Februar 1923 in Berlin) war ein deutscher sozialdemokratischer Politiker, Reichstagsmitglied (1893–1898, 1912 und seit 1920) und Staatsminister für Justiz im Freistaat Braunschweig (1922–1923).

## Leben und Wirken
Vogtherr besuchte die Mittelschule und schloss sie mit der Tertia ab. Anschließend war er bis 1888 Handlungsgehilfe und danach war er selbstständiger Kaufmann in Berlin und Stettin. Ebenfalls 1888 trat Vogtherr der SPD bei. Außerdem war er, wie schon sein Vater, früh für die Freidenkerbewegung aktiv. Im Jahr 1889 war Vogtherr der Festredner bei der ersten großen Jugendweihe in Berlin. In seiner Rede verbreitete er ein monistisches Weltbild und ergänzte dies mit Forderungen nach mehr sozialer Gerechtigkeit. Dem deutschen Reichstag gehörte Vogtherr erstmals von 1893 bis 1898 als Abgeordneter des Wahlkreises Berlin 3 an. Außerdem war er von 1890 bis 6. November 1899 Stadtverordneter in Berlin und von 1901 bis 1906 in Stettin. Seit 1910 war er hauptberuflich Autor in Wernigerode, Dresden und Berlin und schrieb für verschiedene sozialdemokratische Blätter. Außerdem war er Herausgeber von freidenkerischen Zeitschriften. Im Jahr 1912 wurde er erneut Reichstagsmitglied als Abgeordneter des Wahlkreises Stettin 4 (Stadtkreis Stettin). Wegen seiner politischen Ansichten wurde Vogtherr mehrfach zu Gefängnisstrafen verurteilt, zuletzt zu sechs Monaten wegen Majestätsbeleidigung. Von Anfang an war Vogtherr Kritiker der Kriegspolitik der SPD. Er gehörte 1915 der internationalen Zimmerwalder Konferenz von Kriegsgegnern an. Im Jahr 1916 schloss er sich im Reichstag der innerfraktionellen Sozialdemokratischen Arbeitsgemeinschaft und 1917 der USPD an. Während der Novemberrevolution wurde Vogtherr Unterstaatssekretär im Reichsmarineamt. Seit 1920 war Vogtherr erneut Mitglied des Reichstages. Er übernahm 1920 die Chefredaktion des USPD-Zentralorgans, der Arbeiterzeitung Freiheit. Kurze Zeit war er von November 1922 bis zu seinem Tod Staatsminister für Justiz in Braunschweig. Neben seiner politischen Tätigkeit im engeren Sinn war Vogtherr 1919 Vorstandsmitglied der Deutschen Friedensgesellschaft und seit 1914 Vorstandsmitglied des Bundes freireligiöser Gemeinden und des Deutschen Freidenkerverbandes.